# Lobocleta mutuataria
Lobocleta mutuataria là một loài bướm đêm trong họ Geometridae.